# SGA Airlines
Siam General Aviation Company Limited (thai: บริษัท สยาม เจนเนอรัล เอวิเอชั่น จำกัด) – nieistniejąca tajska linia lotnicza. Wcześniej działała jako ramię Nok Air pod marką Nok Mini. Firma zakończyła współpracę w marcu 2014. SGA miała zostać przejęta przez Thai Air Asia, ale to się nie udało i linia przestała działać.  

## Historia
Rozpoczął działalność w październiku 2002. Firma była również autoryzowanym centrum serwisowym dla samolotów Cessna w Tajlandii. W listopadzie 2004 uruchomił codzienne loty na trasie z Bangkoku do Hua Hin.
W 2005 firma rozpoczęła przyjmowanie rezerwacji internetowych, a w 2006 otrzymała Certyfikat Operacyjny Linii Lotniczych i rozpoczęła działalność jako regularna linia lotnicza. W lutym 2007 rozpoczęło świadczenie usług z drugiego węzła na międzynarodowym lotnisku Chiang Mai, obsługując trasy do Pai i Nan.
W 2014 SGA zakończyło współpracę z Nok Air, z dniem 30 marca tego samego roku. Jego prezes Jain Charnnarong ustąpił, powołując się na obawy zdrowotne, a rozmowy o przejęciu przez Thai Air Asia zakończyły się niepowodzeniem. Część z 7 tras obsługiwanych wcześniej pod marką Nok Mini jest obsługiwana przez Nok Air, który dysponuje flotą ATR 72-500 i Boeing 737-800. 